# Mata M'elanga Junior
Junior M'elanga Mata né le 04 novembre 1982 est un banquier et une personnalité politique de la République démocratique du Congo. Ancien vice-ministre des finances au sein du gouvernement Ilukamba et directeur général de la caisse nationale de sécurité sociale (CNSS).

## Biographie

### Jeunesse et études
Il est né le 4 novembre 1982 dans la ville province de Kinshasa dans la commune de kalamu au quartier Yolo-sud, Junior Mata a 3 frères et 3 sœurs dans cette famille 7 enfants il est troisième de sa famille, sont tous les enfants de Monsieur Henry Bobunda Mata et Madame Jeannette Muzingu. Il est originaire du territoire de Bomongo dans la province de l'Équateur.
Il est détenteur d’une licence en économie et développement à l’université catholique de Kinshasa, option finance et développement. Il est aussi détenteur d'un master en techniques bancaires de l’École supérieure de la banque (Centre de formation de la profession bancaire, CFPB), en France.

### Parcours
En 1990, à l’âge de 14 ans, il devient animateur et présentait des programmes destinés aux jeunes et aux enfants à la radio catholique elykia dans une émission intitulée jeudi junior.
De 2008 à 2021, il a travaillé au sein de la banque centrale du Congo (BCC) comme contrôleur interne, responsable adjoint du contrôle opérationnel puis auditeur interne.
De 2019 à 2021, il est nommé par ordonnance présidentielle comme vice-ministre des finances de la république démocratique du Congo au sein du gouvernement Ilukamba.
En novembre 2022, il est nommé par ordonnance présidentielle directeur général à la caisse nationale de sécurité sociale (CNSS).
Junior Mata est l’initiateur de l’Association des Jeunes Professionnels de l’Union pour la Démocratie et le Progrès Social (Ajpro-Udps). Il est le coordonnateur national de la Nouvelle Génération Tshisekedi (NGT).
Junior Mata est aussi commissaire aux comptes de la Coalition Inter-entreprises de Lutte contre le VIH/Sida, la Tuberculose et le Paludisme (CIELS) .